# Józef Miller
Józef Miller (ur. w 1910) – polski lekkoatleta, specjalizujący się w biegach sprinterskich i średniodystansowych.

## Osiągnięcia
- Mistrzostwa Polski seniorów w lekkoatletyce (7 medali)[2]
  - Królewska Huta 1931
    - srebrny medal w sztafecie 4 × 400 m
    - brązowy medal w biegu na 400 m

  - Warszawa 1932
    - srebrny medal w sztafecie 4 × 400 m
    - srebrny medal w biegu na 400 m

  - Warszawa 1934 (sztafety)
    - srebrny medal w sztafecie 4 × 400 m
    - srebrny medal w sztafecie 3 × 1000 m

  - Białystok 1935
    - srebrny medal w sztafecie 4 × 400 m

- Halowe mistrzostwa Polski seniorów w lekkoatletyce (2 medale)[3]
  - Przemyśl 1933
    - złoty medal w sztafecie 3 × 800 m

  - Przemyśl 1934
    - srebrny medal w sztafecie 3 × 800 m

- Reprezentant Polski w meczu międzynarodowym[4]
  - Austria – Polska, Wiedeń 1932 (bieg na 400 m )